# Direct Dial-In
DDI (ang. Direct Dial-In (Europa) lub Direct Inward Dialing (USA) to nazwa usługi w centralach telefonicznych PBX polegająca na tym, że można zadzwonić bezpośrednio na numer abonenta wewnętrznego.
Abonent centrali PBX otrzymuje od operatora co najmniej 10 numerów telefonicznych i każdy z nich jest przypisywany różnym abonentom wewnętrznym centrali. Przykładowo przy numeracji 7-cyfrowej abonent otrzymuje 100 numerów z zakresu (22) 1234500 do (22) 1234599. Wtedy 12345 jest numerem centrali a 2 ostatnie cyfry są numerem abonenta wewnętrznego (np. 67 lub 99). Możliwe jest też numeracja DDI na jednej, dwóch, czterech, pięciu cyfrach (wtedy abonent może otrzymać 10 lub 10000 numerów). Połączenie pomiędzy centralą PBX a centralą operatora realizowane jest najczęściej za pomocą łącza/y ISDN PRA/PRI (30B+D) lub łącza/y ISDN BRA/BRI (2B+D).
Zaletami DDI są:
- Pozwala wyeliminować konieczność połączenia za pomocą telefonistki na centrali lub za pomocą dodatkowego numeru wewnętrznego.
- Jest tańsze niż zakupienie tylu linii telefonicznych od operatora ilu mamy abonentów wewnętrznych. Przykładowo mając do dyspozycji 100 numerów DDI płacimy operatorowi tylko za kilka linii.